# Демирова, Елизавета Валерьевна
Елизаве́та Вале́рьевна Деми́рова, урождённая Са́влинис (8 апреля 1987, Гатчина) — российская легкоатлетка, мастер спорта международного класса, призёр чемпионатов Европы.

## Карьера
Лёгкой атлетикой начала заниматься в гатчинской ДЮСШ № 1 под руководством Ларисы Бакановой. В 2007 году сборная Санкт-Петербурга на чемпионате России по эстафетному бегу установила рекорд страны в эстафете 4×100 метров с барьерами.
В 2011 Елизавета Савлинис на чемпионате России в помещении стала 2-й на 200 метрах. На чемпионате России она выиграла серебро и золото на 100 и 200 метрах.
На чемпионате мира Елизавета участвовала в забеге на 200 метров и в эстафете 4×100 метров. На двухсотметровке Савлинис не смогла выйти в финал, а в эстафете вместе с Юлией Гущиной, Натальей Русаковой и Александрой Федоривой она стала 5-й.
Через год на чемпионате России Савлинис победила в забеге на 100 метров и стала 3-й на 200 метрах. На Олимпиаде в Лондоне Елизавета также, как и на чемпионате мира, принимала участие в беге на 200 метров и в эстафете. На 200 метрах она не смогла выйти в полуфинал, а в эстафетном беге россиянки Ольга Белкина, Наталья Русакова, Елизавета Савлинис и Александра Федорива стали шестыми в своём полуфинальном забеге.
На московском чемпионате мира Савлинис в забеге на 200 метров не вышла в полуфинал, в эстафете 4×100 вместе с Ольгой Белкиной, Натальей Русаковой и Еленой Болсун заняла пятое место в финале.